# Mondella (famiglia)
Mondella è una famiglia nobile bresciana, derivante dal casato dei Mandelli attraverso Giovanni Mandelli, figlio di Guidetto, I conte di Maccagno Imperiale, e di Floramonda Visconti, figlia di Matteo I Visconti, signore di Milano.

## Origini
La famiglia Mandelli  è originaria di Mandello del Lairo sul lago di Como. Si presume che essa derivi dalla Gens patrizia romana Flavia.
Già si hanno notizie della famiglia "de Mandello", a Milano, nel 375 d.C. quando il santo vescovo Ambrogio, concede ad essa l'onore della difesa della porta di "Giano Bifronte".
Non si hanno notizie della famiglia durante il periodo di dominazione dei Franchi e dei Longobardi. Le notizie storiche riprendono dal 962 d.C. quando l'imperatore Ottone I concede, a Tazio Mandelli il feudo di Maccagno, con il titolo di Conte del Sacro romano impero e la dignità di vicario imperiale perpetuo, per sé e per i suoi discendenti.
La leggenda vuole che l'imperatore Ottone I, di ritorno dall'incoronazione imperiale a Roma, stesse navigando sulle acque del lago maggiore, quando un'improvvisa tempesta lo fece naufragare, e sarebbe affogato nelle gelide acque del lago se non fosse stato per il provvidenziale aiuto del cavaliere Tazio Mandelli, già feudatario di Maccagno, che gettatosi nel lago portò l'imperatore a riva salvandolo da morte certa.
L'antichità della famiglia rimane comunque comprovata, anche dalla frase che accompagna sempre lo stemma dei Mandelli nelle raffigurazioni degli alberi genealogici della famiglia. Essa reca scritto: "mandella gentis insigna vetustisima" ovvero: "l'insegna della famiglia Mondella è la più antica" 
La famiglia Mandelli, consacra le sue fortune con il matrimonio tra Guidetto, I conte di Maccagno Imperiale, e Floramonda Visconti, figlia di Matteo I Visconti, signore di Milano. Questa parentela con i Duchi di Milano permette ai membri della famiglia di accedere ad illustri cariche come Tesoriere del principe di Milano e podestà di diverse città.
Sempre rilevante nell'entourage visconteo si divide in molte ramificazioni, ormai tutte estinte per discendenza agnatizia. Uno di questi rami è proprio quello della famiglia Mondella derivante da Giovanni Mandello.
Robaconte da Mandello, podestà di Firenze viene citato da Dante Alighieri nella Divina Commedia:
"Come a man destra per salir al monte / dove siede la chiesa che soggioga / la ben guidata sopra Rubaconte / si rompe del montar l’ardita foga / per le scalee che si fero ad etade / ch’era sicuro e’l quaderno e la doga"
Purgatorio, XII, 100-105, - Divina Commedia (Dante Alighieri)».
Giovanni Mondella, capostipite del casato dei Mondella, visse a Milano durante il dominio dei Visconti, con cui per altro era strettamente imparentato per parte materna. Fu podestà per conto dei Visconti in città quali: Piacenza, Cremona, Milano, Bergamo, Brescia e Verona, nella quale alla fine della sua carriera si stabilì.
Fu amico di Francesco Petrarca, che gli dedicò un'opera: Itinerarium Syriacum, per il suo pellegrinaggio a Gerusalemme.
Sono riconducibili alla famiglia tre motti:  "Loyauté passe tout" (la fedeltà supera tutto); "Sed non deficiunt" (ma non vengono meno); "Et in coelo praemium" (e una ricompensa in paradiso).

## Storia

### In Brescia
Fu durante la vita di Giovanni Mandello che la famiglia subì una variazione del cognome che venne trasformato da Mandelli a Mondella probabilmente per errori di trascrizione. Nell'archivio della diocesi di Brescia è citato infatti Giovanni Mandello come "Giovanni Mondella da Milano" nella qualità di visdomino della diocesi.

Dopo la morte del Mandello, la famiglia si stabilì nella città di Verona, dove cominciò ad esercitare l'attività orefice, sono ricordati alcuni Mondella tra i migliori orefici del tempo. Uno tra tutti certamente degno di menzione fu Galeazzo Mondella.

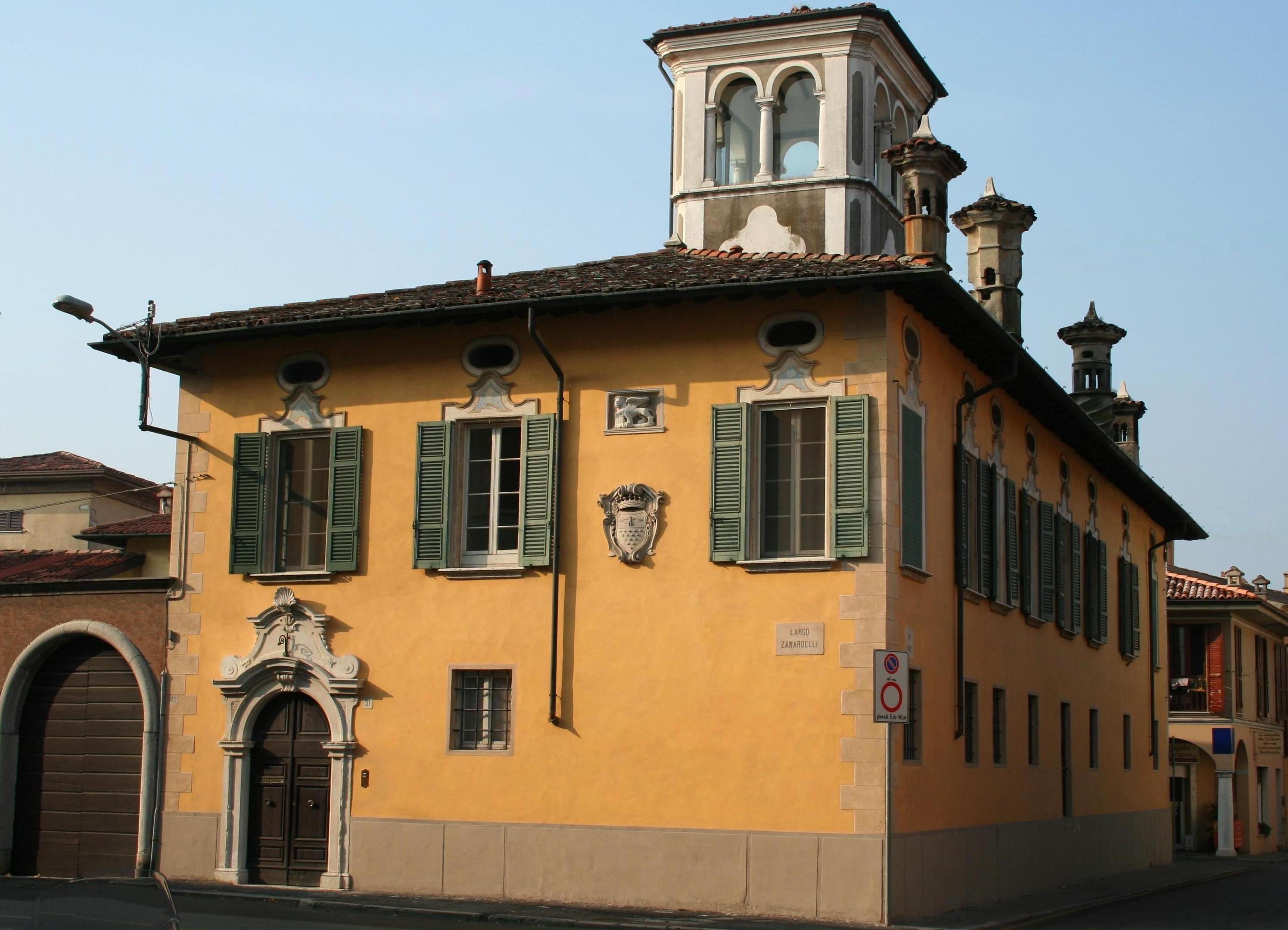
Villa Mondella a Ghedi

Un ramo della famiglia si portò nella città di Brescia, in contrada porta bruciata, dove presto contrasse nobili parentadi con le altre famiglie patrizie. Grazie all'attività di orefice e mercante intrapresa da Giovanni II Mondella e anche grazie ai matrimoni con le casate dei Sala, Maggi, Garbelli, Ducco, Cirimbelli e Federici il patrimonio familiare aumentò considerevolmente.
Marcantonio Sala, generale della Serenissima, ultimo esponente della nobile famiglia dei Sala (*1667, †1735) lascia come eredi universali dei beni del suo casato i figli di sua sorella, ovvero i Nobili Mondella, nella persona di Luigi III.
Dai nobili Garbelli la famiglia ebbe in eredità il Castello di Bornato.
Giovanni II Mondella grazie alla sua alta qualificazione come orefice, contribuì alla creazione del reliquiario delle sante croci di Brescia.
Agli inizi del secolo XVII, Ottavio Mondella servì come informatore ed agente diplomatico i Duchi di Savoia Carlo Emanuele I e Vittorio Amedeo, i suoi servigi furono apprezzati in tal misura che la reggente Cristina di Francia (tra l'altro sua cugina di diciannovesimo grado) lo creò Cavaliere Mauriziano con il trattamento di "Don", e istituì a suo favore una commenda nella comunità di Barge nel 1654.

Particolare è la lettera patente rilasciata da Cristina di Francia con cui si riconosce il privilegio di ereditare i titoli anche per via femminile (in assenza di linea maschile), fatto alquanto raro per quanto riguarda le concessioni di titoli nobiliari.
"qual’è stato ceduto da gli eredi del fu presente e da noi rimesso e confluito in commenda nella detta Sacra Religione in capo e iuspatronato di detto cavaliere Mondella, suoi discendenti, e fratelli, o loro discendenza mascolina, e ella mancando nel primo maschio della prima femmina da elli discendenti" (testo dalla lettera patente)

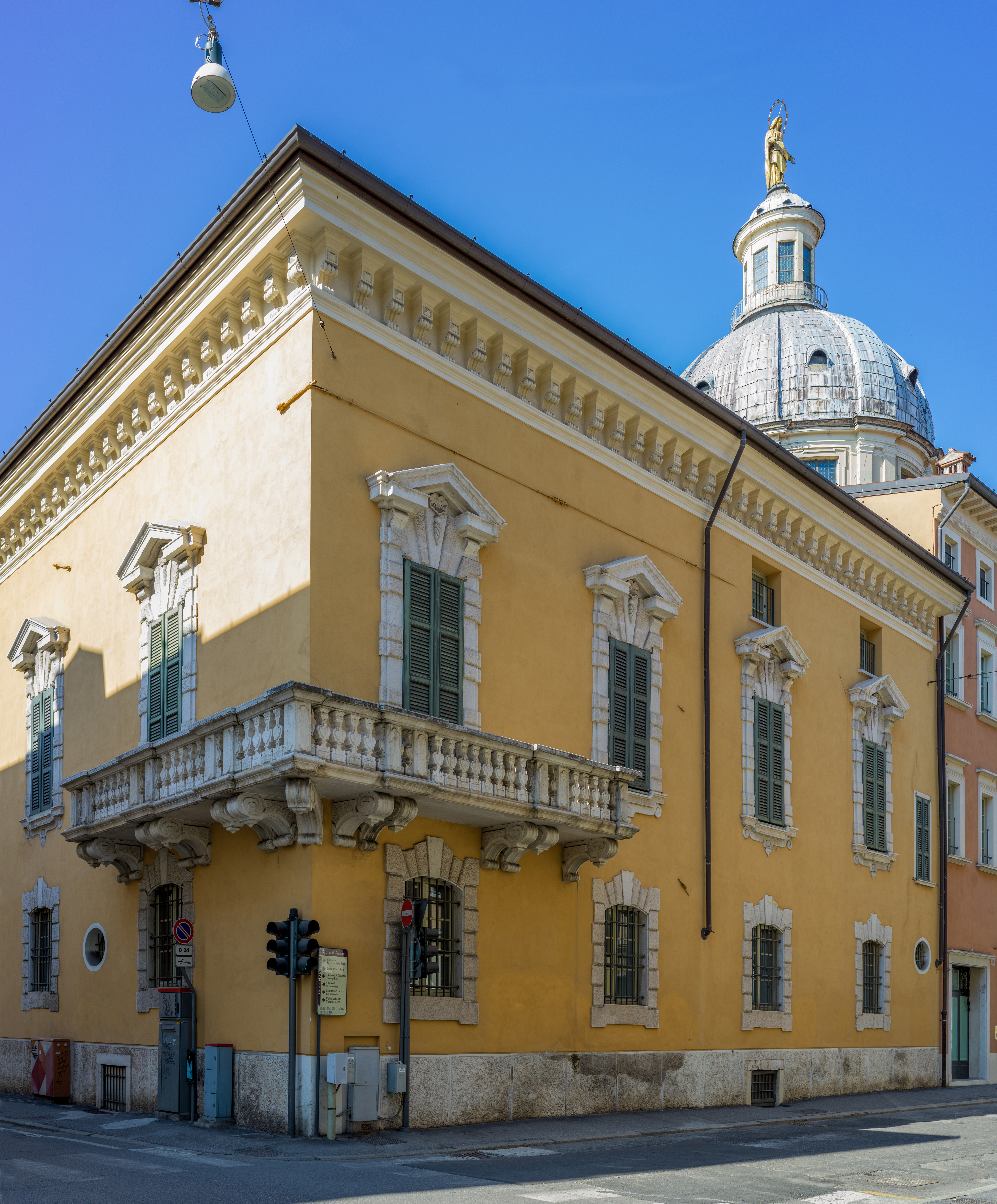
Palazzo Martinengo della Motella a Brescia, una delle dimore della famiglia.

Durante il corso del XIXsec. Ottavio Mondella Comprò la grande maggioranza delle proprietà di Ghedi, tra le quali Villa Mondella e Palazzo Orsini con diverse cascine, come la "Motta" di Ghedi e altre.
Fu proprio nella cascina della "Motta" di Ghedi che il nob. Ottavio Mondella (a insaputa di suo padre) ospitò le prime riunioni della Massoneria a Brescia nel 1793 la cui organizzazione venne gestita dai Conti Mazzucchelli e Lechi.
Il decentramento degli interessi al di fuori del capoluogo non si fermò alla sola cittadina di Ghedi. Vennero possedute dalla famiglia anche altre proprietà, tra le più notabili vi furono sicuramente il Castello di Bornato, il palazzo Martinengo Cesaresco della Motella e la villa Fiorini-Mondella a Gargnano.
Nella prima metà del 1700 la famiglia adottò l'orfano Pietro Pompeo Sales, che divenne in seguito un compositore di musica.
Nel 1742 Luigi III ottenne che la famiglia venisse ammessa al patriziato bresciano.
Dopo il matrimonio tra Carlo Mondella e Carolina Baroni, nel 1894, gli interessi familiari si spostarono da Ghedi a Clusane sul Lago dove la famiglia risulta ancora oggi residente e iscritta nel registro della nobiltà italiana con il titolo di: "nobile".

#### Mondella, ramo di Biella
Si ha notizia inoltre di un ramo della famiglia Mondella, estinto agli inizi del XIX sec., residente in Biella avente i titoli di "Conte di Vandorno" e "Barone di Piverone", oltre che "Nobile del sacro Romano Impero" confermato da una lettera patente emessa dall'imperatore Carlo V.
La parentela con questo ramo è confermata anche da alcuni documenti provenienti dall'archivio della fondazione Sella, in cui si è documentata una visita del cavaliere Don Ottavio Mondella ai suoi parenti in Biella, durante un suo viaggio verso Torino, e in cui si conferma la discendenza dai Mandelli di Milano.

#### Santa Crocifissa di Rosa
Importante legame familiare formatosi con il matrimonio tra Antonio Mondella e Bianca di Rosa, primogenita di Clemente IV, fu quello appunto con la famiglia dei Di Rosa, dalla quale discende (sorella di Bianca) Santa Maria Crocifissa di Rosa.
Il padre di Bianca e della Santa Crocifissa, Clemente IV era figlio di Clemente III e della nob. Ottavia Maggi. La madre di Bianca e della Santa Crocifissa era la contessa Camilla Albani, la cui madre era la contessa Paola Martinengo

## Ascendenza Paterlineare
1. Tazio †983
2. Ottone
3. Guidone
4. Anselmo
5. Ottone†1111
6. Anselmo (sposa Lucrezia Visconti) †1161
7. Anselmo viv. 1170
8. Alberto fl. 1198-1237
9. Ottone il Gigante *~1180 † post 1247
10. Pilzarius fl. 1218–1227
11. Guidone viv. 1245
12. Ottolino *~1250 †1299~1302
13. Guidetto (I conte di Maccagno, sposa Floramonda Visconti) * ? †1319
14. Giovanni *? †1384
15. Giovanni II viv. 1430
16. Bertollo * †1469
17. Giovanni Maria
18. Antonio Donato ? †1524 ⚭ Lucia Maggi
19. Giovanni Maria ⚭ Maddalena Ducco
20. Luigi I *1545 †1587
21. Gerolamo ⚭ Camilla Federici
22. Luigi II *1625 †1687 ⚭ Cecilia Garbelli
23. Giovanni Maria II *1669 †1725 ⚭ Lucia Sala
24. Luigi III ⚭ Barbara Cirimbelli
25. Girolamo ⚭ Lucia Pulusella
26. Antonio *1795 †1864 ⚭ Bianca Di Rosa
27. Luigi IV ⚭ Anna Dotti
28. Carlo *1860 †1934 ⚭ Carolina Baroni
29. Carlo Ottavio 1900 †1960 ⚭ Ulrica Fattorini
30. Giuseppe *1939 †2000 Ultimo maschio di casa Mondella, senza discendenza.

## Personaggi illustri
- Aloisio Mondella: Professore di medicina all'università di Padova nel XVI sec.[6]
- Giovanni Maria Mondella: Orefice, partecipò alla creazione del reliquiario delle sante croci ancora oggi conservato in Duomo vecchio a Brescia.[6]
- Ottavio Mondella: Primo cavaliere Mauriziano della famiglia, agente diplomatico presso casa Savoia[6]
- Luigi III Mondella: Fece ammettere la famiglia al patriziato bresciano nel 1742[6]
- Ottavio Mondella: Fautore delle fortune della famiglia a Ghedi[6]
- Antonio Mondella: Primo sindaco di Ghedi dopo l'unità d'Italia.[6]
- Gerolamo Mondella: Fratello di Luigi IV, perse il Castello di Bornato in una partita a carte. Capostipite del ramo cadetto dei Mondella di Milano da cui discende Felice Mondella (ramo estinto)[6]
- Barbara Mondella: Sorella di Gerolamo e di Luigi IV, sposa Giuseppe Pontoglio.[6]
- Carlo Mondella: Di Luigi IV e di Anna Dotti. Fu a Ghedi, nelle sue vaste proprietà, uno dei pionieri della bonifica. Inoltre fu a lungo sindaco di quel comune e poi a Clusane, dove si era ritirato e dove durante la prima guerra mondiale diresse il Comitato d'assistenza civile per i militari al fronte.[6]
- Caterina Mondella (Rina): Sorella di Carlo, sposa Riccardo Fiorini.[6]
- Cecilia Mondella: Sorella di Carlo, sposa Giovanni Farina.[6]
- Felice Mondella:Professore Universitario.[6]